# Municipio de Grattan (Míchigan)
El municipio de Grattan (en inglés: Grattan Township) es un municipio ubicado en el condado de Kent en el estado estadounidense de Míchigan. En el año 2010 tenía una población de 3621 habitantes y una densidad poblacional de 37,84 personas por km².

## Geografía
El municipio de Grattan se encuentra ubicado en las coordenadas 43°4′39″N 85°21′45″O / 43.07750, -85.36250. Según la Oficina del Censo de los Estados Unidos, el municipio tiene una superficie total de 95,69 km², de la cual 87,69 km² corresponden a tierra firme y (8,36 %) 8 km² es agua.

## Demografía
Según el censo de 2010, había 3621 personas residiendo en el municipio de Grattan. La densidad de población era de 37,84 hab./km². De los 3621 habitantes, el municipio de Grattan estaba compuesto por el 96,55 % blancos, el 0,66 % eran afroamericanos, el 0,41 % eran amerindios, el 0,5 % eran asiáticos, el 0,75 % eran de otras razas y el 1,13 % eran de una mezcla de razas. Del total de la población el 2,1 % eran hispanos o latinos de cualquier raza.